# James Chance
James Chance (también conocido como James White; nacido James Siegfried; Milwaukee, 20 de abril de 1953-Nueva York, 18 de junio de 2024) fue un saxofonista, teclista y cantante estadounidense.
Una figura clave del no wave, Chance tocó una combinación de música improvisada similar al jazz y al punk en la escena musical de Nueva York desde finales de los años 1970 en adelante, en bandas como Teenage Jesus and the Jerks, James Chance and the Contortions, James White y the Blacks (apareciendo en la película Downtown 81), The Flaming Demonics, James Chance & the Sardonic Symphonics, James Chance and Terminal City, y James Chance and Les Contortions.

## Biografía
Nacido en Milwaukee en 1953 y creció allí y en Brookfield, Wisconsin. Chance asistió a la Universidad Estatal de Míchigan, y luego al Conservatorio de Música de Wisconsin en Milwaukee. Allí, Chance se unió a una banda llamada Death, que interpretaba versiones de canciones de los Stooges y de Velvet Underground antes de inclinarse hacia canciones originales. A finales de 1975, Chance abandonó sus estudios y se mudó a Nueva York después de la disolución de la banda y la muerte de su cantante. Rápidamente se involucró en las escenas del free jazz y no wave punk rock. Su primera banda en Nueva York en 1976 fue un cuarteto instrumental con violín, batería y bajo llamado Flaming Youth. Ese mismo año, formó Teenage Jesus and the Jerks con Lydia Lunch. En 1977, después de estudiar durante un breve periodo con David Murray, Chance formó The Contortions, que fusionaban la improvisación jazzística con ritmos funkys, y cuyos espectáculos en vivo a menudo terminaban violentamente cuando se enfrentaba a los miembros del público. Por este tiempo James adpota el seudónimo James Chance. The Contortions llegaron a una audiencia más amplia con su contribución a la colección de actos de No Wave compilada por Brian Eno, No New York. La banda apareció en la película de Rosa von Praunheim, Das Todesmagazin, en 1979. 
Mientras Chance compartía un apartamento con la luminaria musical de No Wave Lydia Lunch, el dúo creó el grupo seminal de No Wave Teenage Jesus and the Jerks, que Chance abandonaría posteriormente.
Chance se destacó por participar en confrontaciones físicas, desde obligar a la audiencia a levantarse de sus asientos y pelearse a puñetazos con su audiencia de la ciudad de Nueva York, entre ellos, el crítico de rock Robert Christgau. Al principio, esto fue solo un intento de involucrar a la audiencia pasiva de Nueva York, pero se informa que esta práctica disminuyó un poco después de que las audiencias comenzaron a esperar las confrontaciones físicas. También habló de temáticas raciales y del trabajo con músicos negros en varias entrevistas.<>Bangs, Lester (1979). «White Noise Supremacists».</ref><>«James White a.k.a. James Chance by Tod Wizon – BOMB Magazine». bombmagazine.org. Consultado el 27 de marzo de 2022.</ref>
En 1979, Chance colaboró con Arto Lindsay, Bradley Field y George Scott en la banda sonora de la película Grutzi Elvis de Diego Cortez.

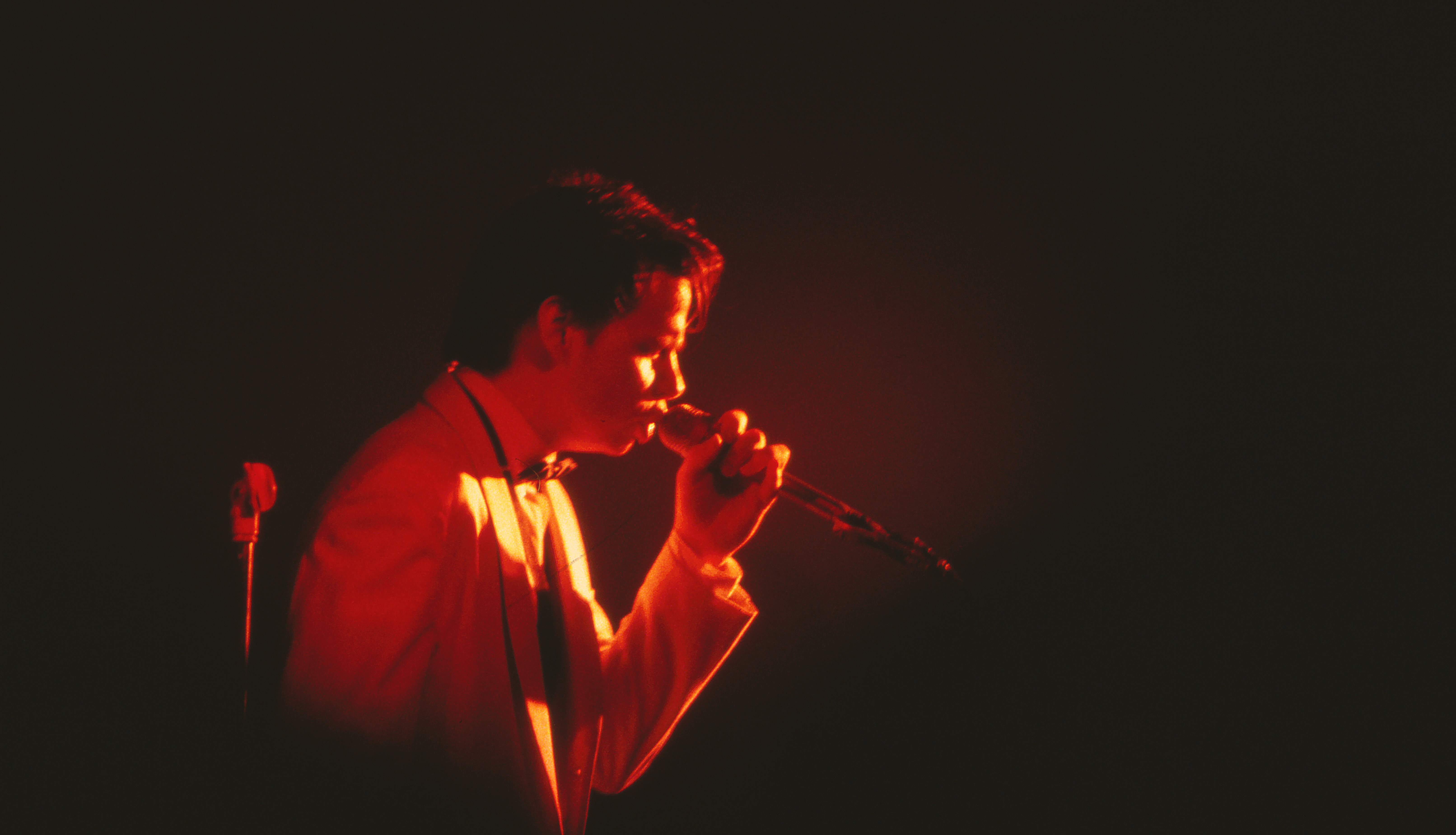
James Chance en 1981

El personaje escénico y musical de Chance fue definido por su pareja romántica y agente Anya Phillips, quien murió de cáncer en 1981. Las fricciones entre Chance y los miembros de la banda eventualmente llevaron a la disolución de The Contortions en el otoño de 1979. The Contortions lanzaron un álbum, Buy, a finales de 1979, y otro álbum, Off White, bajo el seudónimo de James White and the Blacks en 1980 (con Lydia Lunch bajo el seudónimo de Stella Rico). Chance reformó James White and the Blacks con una formación completamente diferente que apareció en el álbum Sax Maniac de 1982, el cual fue dedicado a Phillips. El grupo lanzó un álbum más, Melt Yourself Down, una edición muy limitada en Japón.
La primera versión de los Blacks fue creada por Joseph Bowie. Poco después, Defunkt surgió de los Blacks. En 1982, Chance realizó una gira con los reformados James White and the Blacks junto a su hermano David "Tremor" Siegfried y su banda David and the Happenings de Carbondale (Illinois), tocando en Chicago, su natal Milwaukee y gran parte del Medio Oeste.
Chance se mudó brevemente a París y regresó a la ciudad de Nueva York en 1983 para grabar el álbum James White Presents The Flaming Demonics.
En 1987, contribuyó con el saxofón en el álbum Implosion de The False Prophets.

En 2001, Chance se reunió con los miembros originales de Contortions, Jody Harris (guitarra), Pat Place (guitarra slide) y Don Christensen (batería) para algunos compromisos limitados. La tecladista original Adele Bertei apareció brevemente, pero el bajista George Scott III había muerto de una sobredosis accidental de drogas en 1980 y su puesto lo ocupó Erik Sanko. El grupo reunido tocó dos veces en el festival de música All Tomorrow's Parties y, en 2008, en la serie PS1 Warm Up. Chance también grabó con Blondie después de salir de su semi-retiro. Tiger Style Records lanzó la retrospectiva en caja de 4 CD Irresistible Impulse con gran éxito de crítica en 2003. En 2005 se lanzó un DVD en vivo James Chance - Chance of a Lifetime: Live in Chicago 2003.[cita requerida]

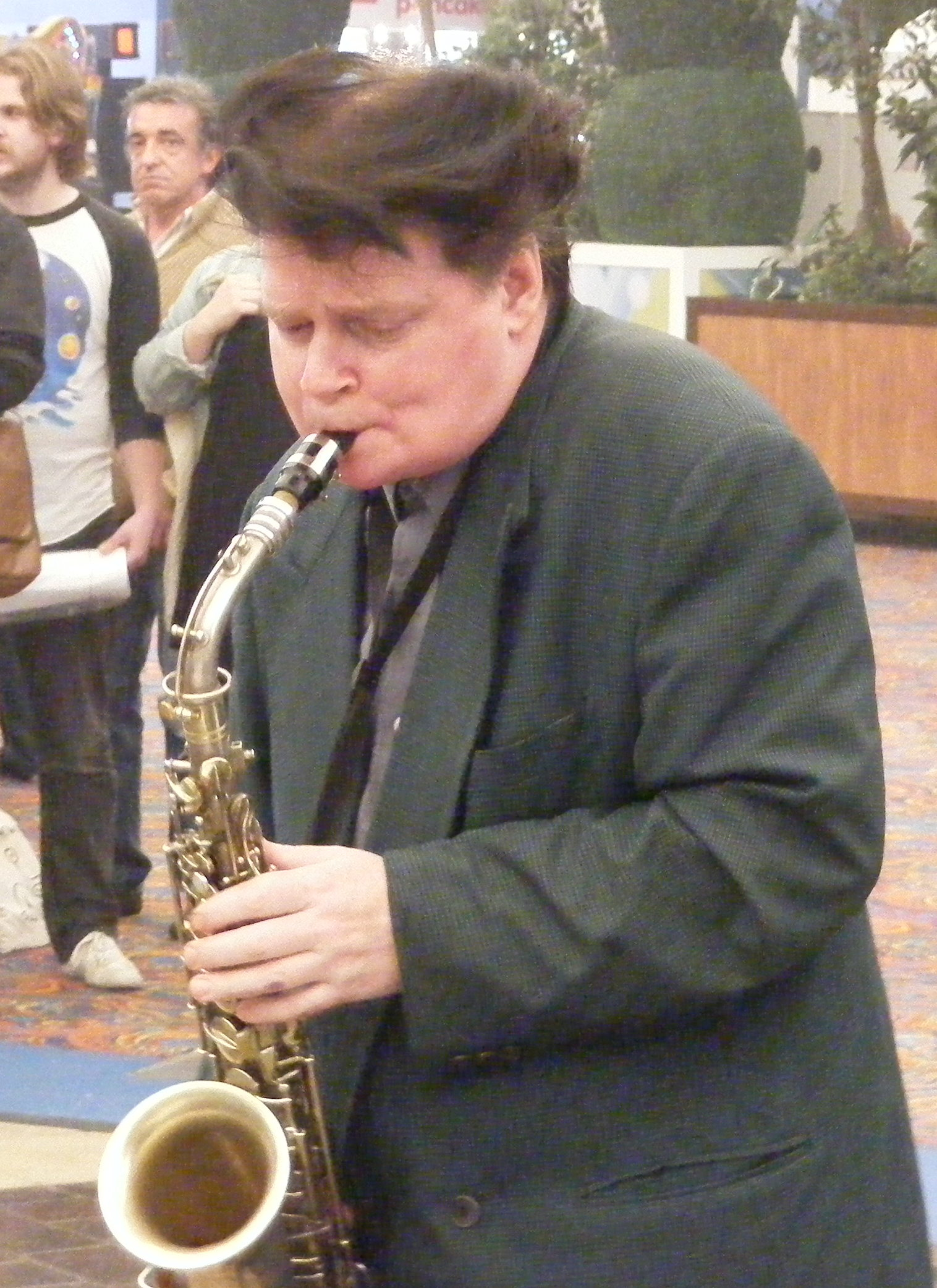
Chance en 2010.

Además de compromisos limitados con los Contortions originales, Chance ocasionalmente actuó y grabó con la banda de Chicago Watchers. En Europa, se presentó con James Chance & Les Contortions, músicos franceses que habían sido su banda de apoyo desde 2006. Realizaron una gira de 15 conciertos por Europa en abril y mayo de 2007 y regresaron a Europa en octubre de 2007. En mayo de 2012 lanzaron el CD Incorrigible! en el sello francés LADTK, que incluye siete temas originales de Chance y dos versiones, todas ellas grabaciones nuevas.
En 2009, Chance hizo apariciones ocasionales tocando teclados en Nueva York con un trío, limitándose a interpretaciones cercanas de estándares de jazz. En junio de 2012, Chance tocó en Portland, Oregón, con el grupo local Ancient Heat como su banda de apoyo. Interpretaron varias canciones de diferentes etapas de su carrera, incluyendo una nueva versión de "Home is Where The Hatred Is" de Gil Scott-Heron.
En 2016, Dylan Greenberg, de 19 años, dirigió a James Chance en el video musical de una versión regrabada de Melt Yourself Down, su primer video musical en casi 20 años. El video se estrenó en MOJO. Chance dio su última actuación en 2019.
El 18 de junio de 2024, James Chance murió en Nueva York a los 71 años. Su muerte fue anunciada por su hermano David Siegfried, quien no especificó la causa del fallecimiento pero señaló que la salud de Chance había estado deteriorándose durante varios años. Le sobrevivieron su madre y sus hermanos.

## Discografía

### Álbumes
James Chance y the Contortions
- Buy (ZE Records, 1979) (como Contortions)
- Live aux Bains Douches (Invisible, France 1980)
- Live in New York (ROIR cassette, 1981)
- Soul Exorcism (ROIR cassette, 1991)
- Lost Chance (ROIR 1995, recorded 1981)
- Molotov Cocktail Lounge (Enemy Records, 1996)
- Incorrigible! (LADTK, France 2012) (como James Chance et les Contortions)
- The Flesh Is Weak (True Groove, 2016)

James White y the Blacks
- Off White (ZE Records, 1979)
- Sax Maniac (Animal, 1982)
- Melt Yourself Down (Selfish Records, Japan 1986)

James Chance y Pill Factory
- Theme from Grutzi Elvis (EP) (ZE 1979)

James White's Flaming Demonics
- James White's Flaming Demonics (ZE 1983)

James Chance y Terminal City
- The Fix Is In (decade 01 / Interbang Records IBR005 2010)

Solo
- James Chance – Chance of a Lifetime: Live in Chicago 2003 (RUNT 2005)

### Apariciones
- No New York (compilatorio, 1978) (con The Contortions)
- Teenage Jesus y the Jerks: Pre Teenage Jesus y the Jerks (EP ZE 1978)
- Downtown 81 (soundtrack, 1981)
- Debbie Harry: Rockbird (álbum, 1986)
- Medium Cool (compilatorio, 1991), tributo a Chet Baker con Alex Chilton, Adele Bertei, y Angel Torsen[13]
- Somewhere in the City (1998)
- Blondie: No Exit (álbum, 1999), invitado en el saxofón alto
- Red Hot Chili Peppers Jukebox[14] Track "Contort Yourself" (compilatorio, Mojo Magazine, 2004)
- TV Party (2005)
- Watchers: Rabble (invitado) (álbum, 2006)
- Watchers: Vampire Driver (invitado) (álbum, 2006)
- Acoustic Ladyland – Skinny Grin (álbum, 2006)
- Kirin J. Callinan – Bravado (álbum, 2017)